# 相棒 (五十嵐貴久の小説)
『相棒』（あいぼう）は、五十嵐貴久による歴史小説。2022年の正月にNHK総合でテレビドラマ化。
坂本龍馬と土方歳三が相棒となり、「徳川慶喜暗殺未遂事件」の犯人を探る。

## あらすじ
大政奉還を控えた幕末の京都。坂本龍馬と土方歳三は、重臣から「徳川慶喜の暗殺を企てた犯人を捜し出せ」と密命を受ける。本来は敵同士の2人。最初は対立するが次第に協力し合い、薩摩・長州・会津などの大藩や公家たちを探索していく。そして、西郷隆盛や桂小五郎、岩倉具視らを相手に、事件の真相に迫っていく。

## 登場人物
坂本龍馬（さかもと りょうま）
江戸時代末期の志士。土佐藩郷士。
土方歳三（ひじかた としぞう）
幕末期の幕臣。新選組副長。
西郷隆盛（さいごう たかもり）
薩摩藩の武士。政治家。
桂小五郎（かつら こごろう） / 木戸孝允（きど たかよし）
幕末期～明治時代の政治家。
岩倉具視（いわくら ともみ）
公家。政治家。
徳川慶喜（とくがわ よしのぶ）
江戸幕府第15代征夷大将軍。江戸幕府最後の将軍。

## 書誌情報
- 『相棒』：PHP文庫、2008年1月12日発売 ISBN 978-4-569-67550-3

## テレビドラマ
『幕末相棒伝』（ばくまつあいぼうでん）のタイトルで、2022年1月3日にNHK総合・「正月時代劇」枠で放送された。主演は永山瑛太と向井理。

### キャスト
- 坂本龍馬 - 永山瑛太[1]
- 土方歳三 - 向井理[1]
- 徳川慶喜 - 渡辺大[2]
- 永井尚志 - 杉本哲太[2]
- 西郷隆盛 - 谷田歩[2]
- 中村半次郎 - 奥野瑛太[2]
- 中岡慎太郎 - 和田正人[2]
- 陸奥陽之助 - 浅利陽介[2]
- 近藤勇 - 阿部亮平[2]
- 沖田総司 - 白洲迅[2]
- 桂小五郎 - 駿河太郎[2]
- 佐川官兵衛 - 近藤芳正[2]
- 伊東甲子太郎 - 佐藤隆太[2]
- おしの - 堀田真由[2]
- 岩倉具視 - 中村梅雀[2]
- 篠原泰之進 - 田上晃吉
- 伊藤俊輔 - 板倉チヒロ
- 井上聞多 - 美藤吉彦
- 手代木直右衛門 - 西村匡生
- 横川隆太郎 - 八田浩司
- 市村鉄之助 - 大八木凱斗
- 増田広司、国木田かっぱ、奥深山新 ほか

### スタッフ
- 原作 - 五十嵐貴久「相棒」
- 脚本 - 土橋章宏
- 制作統括 - 後藤高久（NHKエンタープライズ）、落合将（NHK）、原克子（松竹）
- プロデューサー - 山田智也
- 演出 - 堀切園健太郎（NHKエンタープライズ）
- 音楽 - 遠藤浩二
- 語り - 高川裕也
- 時代考証 - 山村竜也
- 土佐ことば指導 - 岡林桂子
- 薩摩ことば指導 - 田上晃吉
- 京ことば指導 - 井上裕季子
- 長州ことば指導 - 一岡裕人
- 会津ことば指導 - 河原田ヤスケ
- 殺陣指導 - 中村健人
- 所作指導 - 大石昭宏、勇家寛子
- 琵琶指導 - 飛騨大富
- 資料提供 - 下関市立歴史博物館、土方歳三資料館
- VFX - オダイッセイ
- 制作協力 - 松竹撮影所